# Conservatório Botânico das Mascarenhas

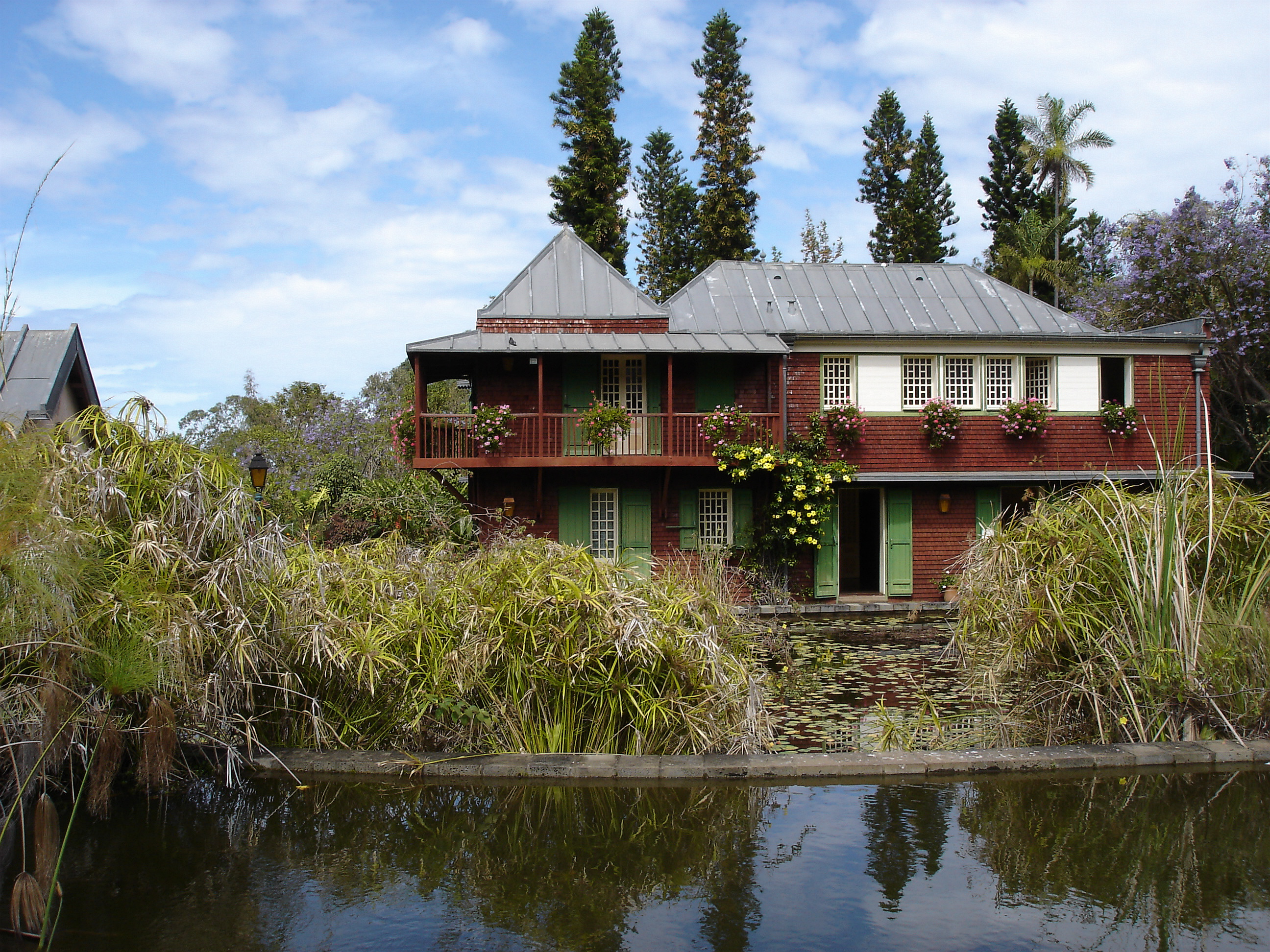
Conservatório Botânico das Mascarenhas

O Conservatório Botânico das Mascarenhas (em francês:  Conservatoire botanique national de Mascarin) é um jardim botânico com 7 hectares de área na ilha de Reunião, território francês no oceano Índico. A sua missão é a preservação de espécies botânicas das ilhas Mascarenhas e de Mayotte. Foi originalmente criado em 1986.